# Gospodarka nieruchomościami

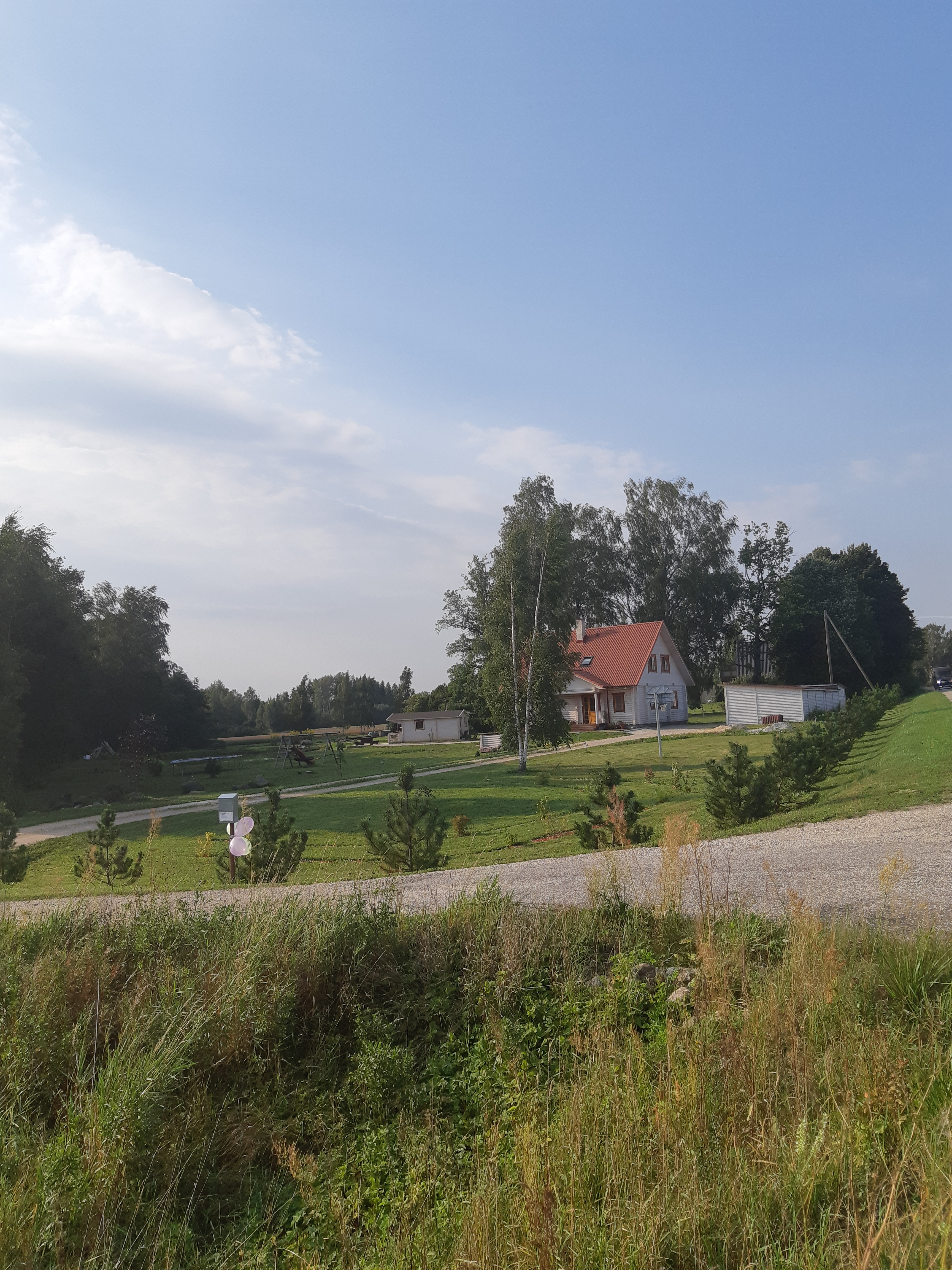
Nieruchomość

Gospodarka nieruchomościami – termin wynikający z zagadnień publicznoprawnych.
Zasady gospodarki nieruchomościami określone są przepisami ustawy z 21 sierpnia 1997 r. o gospodarce nieruchomościami (Dz.U. z 2023 r. poz. 344), która zastąpiła ustawę z 1985 r. o gospodarce gruntami i wywłaszczeniami nieruchomości.
Przepisy ustawy o gospodarce nieruchomościami dotyczą:
- gospodarowania nieruchomościami stanowiącymi własność Skarbu Państwa oraz własność jednostek samorządu terytorialnego,
- podziału nieruchomości,
- scalania nieruchomości,
- pierwokupu nieruchomości,
- wywłaszczania i zwrotu wywłaszczonych nieruchomości,
- udziału w kosztach budowy urządzeń infrastruktury technicznej,
- wyceny nieruchomości,
- działalności zawodowej, której przedmiotem jest gospodarowanie nieruchomościami.